# Лиманське нафтогазоконденсатне родовище
Лиманське нафтогазоконденсатне родовище — належить до Руденківсько-Пролетарського нафтогазоносного району Східного нафтогазоносного регіону України.

## Опис
Розташоване в Полтавській області на відстані 16 км від смт Решетилівка.
Знаходиться в центральній частині південної прибортової зони Дніпровсько-Донецької западини в межах Зачепилівсько-Левенцівського структурного валу. Структурна тераса виявлена в 1952 р. Родовище пов'язане з структурами, які простягаються вздовж крайового розлому амплітудою близько 1 м і являють собою малоамплітудні підняття (брахіантикналі північно-західного простягання) — Лиманське (розміри по ізогіпсі — 1575 м 2,9х1,1 м, амплітуда близько 50 м), Західно-Лиманське (розміри по ізогіпсі — 1600 м 1,4х0,5 м, амплітуда до 40 м) та Потічанське (розміри по ізогіпсі — 1675 м 3,1х1,1 м). Перший промисл. приплив газу отримано з відкладів верхнього візе з інт. 1687—1699 м у 1967 р.
Поклади пластові, склепінчасті. Колектори — пісковики.
Експлуатується з 1968 р. Режим газоконденсатних покладів — газовий та газоводонапірний, нафтових — розчиненого газу. Запаси початкові видобувні категорій А+В+С1: нафти — 264 тис. т; розчиненого газу — 204 млн. м³; газу — 1422 млн. м³. Густина дегазованої нафти 826—831 кг/м³. Вміст сірки у нафті 0,06 мас.%.